# Prawo indukcji elektromagnetycznej Faradaya
Prawo indukcji elektromagnetycznej Faradaya – prawo oparte na doświadczeniach Faradaya z 1831 roku. Z doświadczeń tych Faraday wywnioskował, że w zamkniętym obwodzie znajdującym się w zmiennym polu magnetycznym pojawia się siła elektromotoryczna indukcji równa szybkości zmian strumienia indukcji pola magnetycznego przechodzącego przez powierzchnię rozpiętą na tym obwodzie. Prawo to można wyrazić wzorem:
{\displaystyle {\mathcal {E}}=-{\frac {\mathrm {d} \Phi _{B}}{\mathrm {d} t}},}
gdzie:
{\displaystyle \Phi _{B}} – strumień indukcji magnetycznej,
{\displaystyle {\frac {\mathrm {d} \Phi _{B}}{\mathrm {d} t}}} – szybkość zmiany strumienia indukcji magnetycznej.
Jeżeli w miejscu pętli umieści się zamknięty przewodnik o oporze {\displaystyle R,} wówczas w obwodzie tego przewodnika popłynie prąd o natężeniu {\displaystyle I{:}}
{\displaystyle I=-{\frac {1}{R}}{\frac {\mathrm {d} \Phi _{B}}{\mathrm {d} t}}.}
Przy czym strumień indukcji magnetycznej w tym wzorze jest całkowitym strumieniem magnetycznym, zarówno wywołanym przez źródła zewnętrzne, jak i wywołany prądem płynącym w przewodniku. Minus we wzorze jest konsekwencją zasady zachowania energii i oznacza, że siła elektromotoryczna jest skierowana w ten sposób, aby przeciwdziałać przyczynie jej powstania, czyli zmianom strumienia pola magnetycznego (reguła Lenza).
W przypadku zwojnicy o {\displaystyle N} zwojach, wzór na siłę elektromotoryczną indukcji można zapisać w postaci:
{\displaystyle {\mathcal {E}}=-N{\frac {\Delta \Phi }{\Delta t}}.}
Wzór wynikający z prawa Faradaya można przedstawić w postaci całkowej:
{\displaystyle {\mathcal {E}}=\oint \limits _{l}{\boldsymbol {E}}\cdot \mathrm {d} {\boldsymbol {l}}=-{\frac {\mathrm {d} }{\mathrm {d} t}}\int \limits _{S}{\boldsymbol {B}}\cdot \mathrm {d} {\boldsymbol {S}},}
gdzie:
{\displaystyle {\mathcal {E}}} – siła elektromotoryczna powstająca w pętli,
{\displaystyle {\boldsymbol {E}}} – natężenie indukowanego pola elektrycznego,
{\displaystyle l} – długość pętli,
{\displaystyle \mathrm {d} {\boldsymbol {l}}} – nieskończenie krótki odcinek skierowany pętli,
{\displaystyle S} – powierzchnia zamknięta pętlą o długości {\displaystyle l,}
{\displaystyle {\boldsymbol {B}}} – indukcja magnetyczna.
W postaci różniczkowej prawo wyraża wzór:
{\displaystyle \nabla \times {\boldsymbol {E}}=-{\frac {\partial {\boldsymbol {B}}}{\partial t}}}
będący jednym z równań Maxwella.